# Bob James
Robert McElhiney James (Marshall, 25 december 1939) is een Amerikaanse jazzmuzikant (piano, toetsen) en arrangeur. Hij werd twee keer onderscheiden met de Grammy Award en was begin jaren 1970 een vertegenwoordiger van de cross-over-jazz, later ook van de smooth jazz.

## Biografie
James verwierf in 1962 de master in compositie aan de University of Michigan en werkte daarna drie maanden bij Maynard Ferguson en van 1963 tot 1968 als pianist en arrangeur voor Sarah Vaughan. In 1962 won hij het concours bij het Collegiate Jazz Festival. Als prijs ontstond, met Quincy Jones als producent, zijn debuutalbum Bold Conceptions voor Mercury Records, met interpretaties van Nardis van Miles Davis en zijn twee eigen composities Quest en Trilogy. In 1965 nam hij in triobezetting het album Explosion op voor ESP-Disk met Barre Phillips en Robert F. Pozar, waarvoor hij van tevoren geproduceerde elektronische banden inspeelde. Daarna werkte hij als studiomuzikant met o.a. Quincy Jones, Dionne Warwick en Roberta Flack.
In 1973 werd hij arrangeur voor Creed Taylors CTI Records. Voor veel albums van CTI Records heeft hij arrangementen voor blazers- en strijkerssecties bijgestuurd, waaronder voor Eric Gale, Hank Crawford en Stanley Turrentine, maar ook voor enkele van de succesvolste producties van Grover Washington jr. Van 1974 tot 1977 bracht hij vier genre-definiërende platen uit onder zijn eigen naam (getiteld One, Two, Three, BJ4), die tegenwoordig na een algemene opwaardering van de fusionmuziek van de jaren 1970 een legendarische status genieten en veelvoudig werden gesampled. De groots opgezette geproduceerde muziek verenigt kundig jazzcomponenten met elementen uit klassiek en pop en vooral disco.
Vanaf eind jaren 1970 wijzigde Bob James steeds meer zijn stijl, wisselde hij naar Columbia Records en concentreerde hij zich toenemend op de eigentijdse- en smooth jazz. Zijn vaak door strijkers en bigbands begeleide albums werden melodieuzer, maar waren echter nog steeds sterk beïnvloed door de jazz. Deze ontwikkeling ontplooide zich vooral in zijn werken als lid van de band Fourplay, maar ook in zijn samenwerking met andere muzikanten van dit genre als Earl Klugh, Kirk Whalum en Dave McMurray. James trad en treedt echter ook soms op in het kader van authentieke jazzbands en als solopianist.

## Discografie
- 1962: Bold Conceptions (Mercury Records)
- 1965: Explosions (ESP-Disk)
- 1974: One (CTI Records)
- 1975: Two (CTI Records)
- 1976: Three (CTI Records)
- 1977: BJ4 (CTI Records)
- 1977: Heads (Tappan Zee/Columbia Records)
- 1978: Touchdown (Tappan Zee/Columbia Records)
- 1979: Lucky Seven (Tappan Zee/Columbia Records)
- 1979: One On One (met Earl Klugh) (Tappan Zee/Columbia Records)
- 1980: All Around The Town (Live) (Tappan Zee/Columbia Records)
- 1980: H (Tappan Zee/Columbia Records)
- 1981: Two Of A Kind (met Earl Klugh) (Capitol Records)
- 1981: Sign Of The Times (Tappan Zee/Columbia Records)
- 1982: Hands Down (Tappan Zee/Columbia Records)
- 1983: The Genie (Original Soundtrack)
- 1983: Foxie (Tappan Zee/Columbia Records)
- 1984: 12 (Tappan Zee/Columbia Records)
- 1984: The Swan (Warner Bros. Records)
- 1986: Double Vision (met David Sanborn) (Warner Bros. Records)
- 1987: Obsession (Warner Bros. Records)
- 1988: The Scarlatti Dialogues
- 1988: Ivory Coast (Warner Bros. Records)
- 1990: Grand Piano Canyon (Warner Bros. Records)
- 1992: Cool (met Earl Klugh) (Warner Bros. Records)
- 1994: Restless (Warner Bros. Records)
- 1995: Flesh and Blood (met dochter Hilary James)
- 1996: Straight Up (Warner Bros. Records)
- 1996: Joined At The Hip (met Kirk Whalum) (Warner Bros. Records)
- 1997: Playin' Hooky (Warner Bros. Records)
- 1999: Joy Ride (Warner Bros. Records)
- 2001: Dancing On The Water (Warner Bros. Records)
- 2002: Morning, Noon and Night
- 2003: Take It From the Top
- 2003: Hi-Fi (compilatie)
- 2005: Essential Collection: 24 Smooth Jazz Classics
- 2006: Urban Flamingo
- 2007: Angels of Shanghai
- 2008: Christmas Eyes (met dochter Hilary James)
- 2011: Altair & Vega (met Keiko Matsui)
- 2012: Alone – Kaleidoscope by Solo Piano
- 2013: Quartette Humaine (met David Sanborn en Steve Gadd)
- 2015: The New Cool (met Nathan East)
- 2018: Espresso
- 2019: Joined At The Hip (geremasterd)

- Bibsys: 4055253
- Bibliothèque nationale de France: cb138955608 (data)
- Catàleg d'autoritats de noms i títols de Catalunya: 981058507874306706
- CiNii: DA16443077
- Gemeinsame Normdatei: 13441618X
- International Standard Name Identifier: 0000 0000 8161 1954
- Library of Congress Control Number: no95032205
- MusicBrainz: f4d2fc5a-cacb-47c8-b096-ee73864b1aa8
- Nationale Bibliotheek van Tsjechië: xx0083012
- Nationale bibliotheek van Australië: 35491372
- Nationale Bibliotheek van Israël: 987007426546305171
- Nederlandse Thesaurus van Auteursnamen: 074907328
- Istituto Centrale per il Catalogo Unico: LO1V267031
- Système universitaire de documentation: 158486870
- Trove: 972246
- Virtual International Authority File: 85848492